# قناة جبهية أنفية
القناة الجبهية الأنفية (بالإنجليزية: Frontonasal duct)‏ هي قناة تربط بين الجيب الجبهي وتجويف الأنف. يبطن القناة غشاء مخاطي. تصب القناة في الصماخ الأنفي الأوسط لتجويف الأنف من خلال قمع الفرجة الهلالية.